# Biborțeni (ape)
În vatra satului Biborțeni se află atât zăcământul de apă minerală Biborțeni, cât și secțiile de îmbuteliere ale Bibco Biborțeni. Principalul obiectiv de activitate al companiei este producerea, îmbutelierea și comercializarea de apă minerală naturală Biborțeni și produse răcoritoare cu apă minerală de la Biborțeni. Produsele pe care societatea le comercializează sunt: apă minerală Biborțeni Forte, Biborțeni Echilibrată, Biborțeni Lejeră, apă minerală naturală carbogazificată Valea Brazilor, limonada Limo și gama de sucuri Bibo (Soc cu Lamâie, Orange și Lămâie – carbonatate și Piersică, Portocală și Multifruct – necarbonatate).

## Cadrul geografic
Zăcământul de apă minerală Biborțeni se află în vatra satului Biborțeni, județul Covasna, în ulucul pârâului Baraolt; din punct de vedere administrativ, satul aparține orașului Baraolt. Distanța față de Baraolt este de 5 km; până la reședința din județ (municipiul Sfântul Gheorghe) distanța de 43 de km se poate parcurge pe DJ 122, respectiv DN 12. Cea mai apropiată stație CFR este la Augustin (județul Brașov), la o distanță de 12 km, pe DJ 122. Această stație CFR este situată pe magistrala 300, între Brașov (la 49 km) și Sighișoara (la 79 km). În aceeași regiune, se află și secțiile de îmbuteliere ale S.C Biborțeni S.R.L.
Satul Biborțeni se află la poalele sudice ale Munților Baraolt, la limita geografică majoră ce desparte masivul Baraolt – la sud, de munții Harghitei de sud, înspre nord. Altitudinea localității este de cca. 600 m deasupra nivelului mării. Perimetrul zăcământului de apă minerală Biborțeni este limitat de: Munții Harghitei de sud, la nord; Depresiunea Bâtani, la est, Munții Baraoltului la sud, respectiv Depresiunea Baraoltului, la vest.

## Istoric
Primele informații referitoare la existența și folosirea apelor minerale din zona localității datează încă din timpul romanilor. Se presupune că la Calea Crucii Baraolt, exista un turn de observație, care păzea drumul ce lega localitatea Hoghiz (Ponte Vetere) cu Bazinul Ciucului Inferior. Acest drum – care la Baraolt era pietruit – trecea prin Biborțeni. În hotarul comunei, de sub Pădurea Mare, au fost depistate și scoase la lumina zilei ceramică din epoca fierului și  romană. Printre obiecte s-au identificat fibule romane și tuburi din ceramic, care ne dau de înțeles că apa minerală era condusă și folosită pentru băi (Anuarul Muzeului Regional Sf. Gheorghe, 1955). Însăși denumirea localității – Villa Byborch – notată în anul 1332, arată că acest sat era o localitate mai dezvoltată, cu caracter de orășel mic, probabil stațiunea balneară locală cu băi carbogazoase.
Până la generalizarea denumirii de Biborțeni aplicată apelor minerale provenind din zăcământul omonim, la identificarea acestora s-au folosit două nume (mărci) distincte:
BORHEGY era denumirea dată izvorului situat la poalele dealului Tirco, exploatarea acestuia a durat până în 1949. Etimologic, denumirea însemna “din dealul vinului” (borhegy = dealul vinului în lb. maghiară).
BARROS – izvorul cu acest nume se afla în incinta Secției Biborțeni 1 (secția veche). Acest nume i-a fost acordat în cinstea lui Barros Gabor, fost ministru al transporturilor de la Budapesta, drept mulțumire pentru sprijinul acordat pentru dezvoltarea infrastructurii din zonă.
Din acest motiv, în sursele de arhivă cuvântul Biborțeni apare doar cu referire la localitate, documentele referitoare la apa minerală din zonă utilizând una din cele două denumiri arătate mai sus.
În decursul timpului, utilizarea apelor minerale, în cure interne sau externe se făcea empiric, iar cunoștințele despre aceste tratamente se transmiteau, de cele mai multe ori, pe cale orală, devenind uneori chiar legende.
Dezvoltarea societății la sfârșitul secolului al XIX-lea, concomitent cu dezvoltarea tehnicii și științelor, a făcut ca, pe de o parte, membrii societății să acorde o atenție sporită propriei persoane, a stării de sănătate în care se află, iar, pe de alta parte, un grup tot mai numeros de oameni de știință (medici, terapeuți, chimiști etc) să le poată pune la dispoziție informații tot mai multe și mai complete despre apele minerale, ca alternativă la alte tratamente.
În acest context, pe lângă apele minerale din Europa Occidentală care au dus la formarea unor “centre” de tratament (dar și de turism), cum ar fi Baden Baden, Karlovy Vary ș.a., au început să fie remarcate și apele minerale din Transilvania (Borsec, Malnaș, Vâlcele, Biborțeni, ș.a.).

Rezultatul analizei realizată de chimistul Molnar Janos în anul 1871, în calitate de membru al Societăţii de Ştiinţe Naturale Maghiare

Pentru apele minerale din zăcământul Biborțeni, prima analiză fizico-chimică, atestată documentar, a fost făcută în anul 1871 (pentru exemplificare se oferă fig. 1. de mai jos situată în partea stângă) . Această analiză a fost făcută la Budapesta în anul 1871 de chimistul Molnar Janos, în calitate de membru al Societății de Științe Naturale Maghiare, și se referă la izvorul Borhegyi.
Analiza fizico-chimică riguroasă, asimilabilă celor efectuate în zilele noastre (ținând cont de nivelul de dezvoltare a cercetării de atunci), despre care avem documentare concretă (fig nr.2, partea dreaptă0 este datată 15 septembrie 1883, și are ca obiect apa minerală provenită din același izvor Borhegyi. Autorul analizei, profesor Ballo Matyas, membru al Academiei Maghiare de Științe, a procedat la efectuarea acestor analize la solicitarea și din împuternicirea proprietarului de atunci al izvorului (Composesoratul silvic  Biborțeni.

Valorile determinate pentru mineralele ce intră în compoziția apei minerale analizate au o mai mică relevanță, mai ales dacă se are în vedere faptul că acest izvor nu mai există de aproape 60 de ani. Ceea ce trebuie reținut din sursa documentară este calificativul acordate acestei ape: 
“Pe baza acestei compoziții excelente trebuie să considerăm apa minerală Borhegyi în rândul celor mai valoroase ape acidulate.”
Pe măsură ce apele minerale provenind din zăcământul Biborțeni deveneau tot mai cunoscute în Ardeal și în Imperiul Austro-Ungar, ulterior și în Regat, acestea au fost obiectul a numeroase cercetări care aveau ca scop determinarea tot mai exactă a principalelor caracteristici și a eventualelor efecte curative în combaterea unor afecțiuni.
De asemenea, în decursul timpului, în funcție de legislația în vigoare, periodic s-au făcut analize și observații asupra apei minerale. Fără a avea valoare de cercetare sistematică, cumulul acestor analize și observații, pe o perioadă îndelungată, pot da o imagine clară asupra caracteristicilor acestor ape minerale. 
Apa minerală care se îmbuteliază în prezent la Biborțeni este caracterizată ca fiind de tip bicarbonatat calcic, sodic, magnezian, carbogazos și provine de la forajele F7, F8 si F9.

## Formarea apelor minerale
Unitatea structurală cunoscută prin termenul de Bazinul Baraolt reprezintă prelungirea nord-vestică a depresiunii Bârsei, care, la rândul ei, face parte din sistemul de depresiuni intramontane din aria Carpaților Orientali.
Și din punct de vedere geologic – structural, valea pârâului Baraolt formează zona de contact dintre cele două masive muntoase, cu compoziție petrografică și litologică aparte.
La nord de cursul pârâului se întinde masivul muntos Harghita de Sud, care este de origine vulcanică, produs al neovulcanismului din pliocen. Zona este constituită din rozii andezitice în situ, acoperite pe alocuri cu piroclastice andezitice și de andezite bazaltoide. În zonele mai joase ele sunt acoperite cu depozite sedimentare noi.
La sud de albia pârâului Baraolt se întinde masivul muntos al Munților Baraolt care, din punct de vedere tectonic – structural, aparține flișului intern al cretacicului carpatin. Ele sunt constituite în mare parte din gresii care formează bancuri, apoi marnocalcare și masive calcaroase (numite olistolite), cuprinzând un interval geocronologic începând cu cretacicul inferior – barremian, aptian, albian - , peste care apar pe alocuri și conglomerate cenomaniene de tip Bucegi.
Socotind perimetrul Biborțeni ca o parte din marele bazin intramontan Baraolt, se poate constata că cele două mari unități geologice prezentate anterior sunt acoperite, pe alocuri – mai cu seamă în zonele joase – de un covor gros, de vârstă plio-pleistocenă. Acest pachet, dispus în mod discordant peste fundamentul cretacic, străpuns în mai multe locuri de andezitele Harghitei de Sud, este constituit din straturi groase (uneori foarte groase) de marne cenușii compacte fosilifere, reprezentând peste tot acoperișul complexului cărbunos din bazinul carbonifer al Baraoltului.
Forajele au pus în evidență și intercalații permeabile, constituite din piroclastite, nivele nisipoase. Cele din urmă, fiind permeabile, formează adevărate borchișuri, conținând cantități mari de ape minerale sub presiune. Culcușul complexului cărbunos, care pe alocuri se află la o adâncime destul de mare (300-450 m), este format din argile verzui cu multe concrețiuni calcaroase, puse în evidență atât prin forajele executate, cât și prin lucrările miniere de explorare și chiar exploatare. Ele conțin o cantitate destul de mare de montmorilonit, care este extrem de higroscopic (venind în contact cu apa, cauzează umflarea vetrei lucrărilor miniere) și vin în contact cu fundamentul cretacic al bazinului.
Acest fundament, acolo unde este frământat și faliat, debitează, în majoritatea cazurilor, ape dulci și ape minerale cu o mineralizare totală foarte ridicată, pusă in general pe seama prezenței clorurii de sodiu. Mai toate forajele executate în bazinul Baraolt, în mod obligatoriu, au intrat în fundamentul cretacic, acesta fiind cercetat și prin metode geofizice.
Peste depozitele pliocene este prezent pleistocenul și depozitele de pante, a teraselor apelor curgătoare. Datarea lor s-a putut face cu ajutorul fosilelor mamifere care au trăit pe aceste meleaguri în timpul cuaternarului. Holocenul este prezent peste tot, fiind compus din depozite groase de pietrișuri și nisipuri fluviatile. Cele din urmă conțin ape dulci, rar mineralizate, și în ele se poate măsura, aproape peste tot, nivelul hidrostatic al fântânilor.

## Proprietățile apei minerale Biborțeni
Atât calciul, cât și magneziul, care au fost determinate la valori de Ca²⁺ = 253 – 257 mg%₀, iar Mg²⁺=108 – 112 mg%₀, conferă apei minerale, utilizată ca apă de masă, un caracter calcic și magnezian. Prezența acestor două elemente în cantități importante oferă apei îmbuteliate calități terapeutice cu totul remarcabile.
Sodiul (Na²⁺) și potasiul (K²⁺), sunt și ele elemente regăsite în compoziția chimică a apei îmbuteliate ca apă minerală Biborțeni. Aceste elemente provin din solubilizarea unor minerale preexistente în formațiunile geologice din zona Baraolt (feldspați calcosodici existenți în andezite și piroclastite andezitice, piroxeni calcosodici, depozite sedimentare salifere etc), sub formă de bicarbonați de sodiu și potasiu.
Dintre aceste elemente doar sodiu fiind dozat la valori de peste 250 mg%₀ conferă acestei ape și un caracter sodic. Potasiul fiind dozat la ponderi mai scăzute, nu intervine în formula chimică a apei analizate. Utilizarea apei minerale Biborțeni[nefuncțională]
 ca apă de masă are efecte benefice asupra sănătății organismului, datorită prezenței în compoziția sa chimică a unor elemente absolut necesare în fiziologia normală, dintre care se remarcă calciul și magneziul, elemente dozate în cantități mai mari față de alte ape.
În organism calciul are un rol plastic, fiind un component al oaselor și un rol dinamic participând sub formă de ioni de calciu la numeroase mecanisme vitale ca: menținerea integrității funcționale a sistemului nervos central și periferic, a membranei celulare, la coagularea sângelui, la menținerea stării coloidale a proteinelor, cofactor al unor enzime.
Magneziu, intervine într-o mulțime de procese metabolice, nervoase, sanguine, viscerale activează multe enzime, participând la reglarea metabolismului glucidic, lipidic, proteic, la procede de creștere și permeabilitate celulară, are acțiune antialergică și antispastică.
Importanța potasiului constă în asigurarea osmolarității spațiului celular, participă în biosinteză și creștere în excitabilitatea neuro-musculară (antagonist al calciului), în procesul diuretic, în secreția unor hormoni, în activitatea enzimatică.
Sodiul, fiind ionul de reținere al apei participă în echilibrul osmotic și acido-bazic, mai ales în spațiul extracelular.
Studiul farmacodinamic al apei îmbuteliate ca apă de masă Biborțeni scoate în evidență faptul că parametrii urmăriți nu suferă modificări semnificative după un an de la îmbuteliere, față de momentul inițial, atât la apa impregnată cu conținuturi diferite de CO₂, cât și la cea neimpregnată.
Rezultatele obținute în urma studiilor farmacodinamice permit recomandarea apei minerale de masă Biborțeni Arhivat în 20 februarie 2009, la Wayback Machine. , în următoarele afecțiuni: gastro-duodenite cornice hiperacide și hipersecretorii, în cazul apei neimpregnate și în cele hipoacide și hiposecretorii, în cazul apei impregnate cu CO₂.
Rezultatele obținute în urma studierii colerezei și diurezei demonstrează că apa minerală de masă Biborțeni poate fi utilizată în afecțiuni care necesită cure de colereză (dischinezii biliare, colecistite cornice, sechele postoperatorii pe căile biliare urinare).
Din studiile efectuate și finalizate în anii 1998-1999, privitoare la gradul de stabilitate a apei minerale îmbuteliată ca apă de masă Biborțeni, cu conținuturi diferite de CO₂, reiese faptul că, după 12 luni de la îmbuteliere, ea își păstrează calitățile fizico-chimice, biologice, microbiologice si farmacodinamice.
A doua lucrare, “Apele minerale în dietoterapia deficitului magnezian”, are un pronunțat caracter medical și este centrată pe efectele magneziului asupra organismului uman; întrucât, din 1999, apa  minerală debitată de sursa F9 (bogată în Mg) este îmbuteliată separat, sub numele de Aqua Magnesia, s-a considerat utilă elaborarea acestei lucrări pentru o mai corectă informare a consumatorilor. Având la dispoziție aceste minime informații, ei pot opta în cunoștință de cauză pentru o cură cu apă minerală sau una cu medicamente.

## Campaniile de comunicare
La sfârșitul anului 2004 Arhivat în 25 august 2005, la Wayback Machine., piața locală de apă minerală era dominată de branduri internaționale, la începutul anului 2005 brandurile autohtone au găsit resursele de marketing și forța necesară pentru a câștiga recunoaștere pe piață. Conform studiului High Impact Brands (ediția din 2006[nefuncțională]
 ediția din  2009 Arhivat în 23 aprilie 2009, la Wayback Machine.) realizat de compania de cercetare Synovate la sfârșitul anului 2005, în topul brandurilor românești cu notorietate ridicată se găsesc 3 mărci de apă minerală, iar în topul brandurilor non-alcoolice nu mai puțin de 7. În același an, reprezentanții Biborțeni afirmă că în decursul lui 2005 cota deținută de apa plată a crescut de la 26% la 33%. Tendința a fost asemănătoare cu cea de pe piețele vest-europene, unde apa plată deține o cotă de piață cuprinsă între 35-40% în funcție de țară. 
Istoria brandului Biborțeni începe în 1871, odată cu exploatarea propriu-zisă a izvorului Biborțeni, după efectuarea lucrărilor de amenajare. Instabilitatea politică a avut influențe nefaste asupra proprietarilor culminând cu procesul de colectivizare comunistă. Intrată în subordinea directă a statului, Biborțeni devine cunoscută în majoritatea județelor țării. “Recordurile” socialiste ajung la o producție de 90 de milioane de litri anual. Perioada a fost caracterizată de o lipsă de reînnoire a tehnologiei, marcată fiind de modificări repetate, în cadrul administrației, chiar și după 1990, ceea ce a condus la imposibilitatea de a dezvolta brandul.
Dupa o perioadă mai puțin fastă pentru brandul Biborțeni, în urma campaniei de rebranding a revenit printre jucătorii principali de pe piața apelor minerale din România. 
În 2006 s-a decis arhitectura brandului, plecând de la premisa că Biborțeni este o apă minerală de munte, cu o lungă tradiție, despre care burghezia vremii din 1891 spunea că e un adevărat “izvor dătător de viață” Arhivat în 22 martie 2009, la Wayback Machine.. Astfel, s-a ajuns la mesajul campaniei: “Tenis, înot, călărie, ciclism, lungi plimbări și mult Biborțeni. Nici atunci și nici acum nu există desfătare mai mare pentru trup. Biborțeni. Dă viață din 1871”. Mesaj care a reprezentat și direcția primei campanii Biborțeni.
Despre consumatorul Biborțeni se poate spune că este românul interesat de sănătatea sa, care bea apă minerală în mod curent și care apreciază calitatea. Provine atât din mediul urban, cât și din cel rural și are vârsta cuprinsă între 25-55 de ani, cu studii medii și superioare. Scopul repoziționării demarată în iunie 2006 a fost ca pe termen lung Biborțeni să devină pe termen lung un jucător important pe piața locală a apelor minerale. Poziționările abordate de jucătorii de pe piață sunt dintre cele mai diverse: “Dorna – Reîncarcă-te cu natură”, “Borsec – Izvor de energie”, “Izvorul minunilor – Câștigi sănătate”. Brandul Biborțeni vine să completeze lista cu o poziționare unică, punând accent pe filonul tradiție și sănătate.
În septembrie 2006 se lansează Valea Brazilor[nefuncțională]
 apa minerală naturală carbogazificată la 2.5 litri, poziționată ca „value for money” pentru  a nu pierde poziția din segmentul apelor ieftine. În octombrie 2006 se lansează limonada Limo Arhivat în 22 martie 2009, la Wayback Machine. cu 12% suc și pulpă de lămâie poziționată premium. În martie 2007 conducerea companiei decide diversificarea apei minerale Biborțeni în 3 tipuri de carbonatate: Forte, Echilibrată și Lejeră pentru a acoperi un segment de piață cât mai larg. O nouă campanie (tv și print) anunță această schimbare. 
Ceremonia a avut loc pe 11 decembrie, în prezența Regelui Mihai I, Reginei Ana, Principesei Margareta și Principelui Radu. În prezent, producătorul de ape minerale Biborțeni realizează 5% din piață, pentru 2009, vizând câștigarea a încă două procente. Adaptate noului statut, etichetele celor 3 produse sub brandul Biborțeni: Forte, Lejeră și Echilibrată au pe etichetă sigla Casei Regale a României.